# Son Dameto
Son Dameto es un barrio de la ciudad de Palma de Mallorca, Baleares, España.
Se encuentra delimitado por los barrios de Son Espanyolet, Son Dureta, Son Flor, Son Rapiña, Son Cotoner, Campo de Serralta y El Fortín.
Alcanzaba en el año 2007 la cifra de 6.812 habitantes.
En Son Dameto se encuentra la comisaría central de la Policía Local de Palma. Es también el barrio donde nació el torero Andrés Torres "Pichi" y donde se crio la cantante Chenoa.
- Datos: Q11703986